# 10月革命70周年記念パレード
10月革命70周年記念パレード（10がつかくめい70しゅうねんきねんパレード、Военный парад в честь 70-й годовщины Великой Октябрьской социалистической революции）は、1987年11月7日の革命記念日にソビエト連邦の赤の広場で実施されたパレード。1917年にボリシェヴィキがロシア臨時政府を倒した十月革命の70周年を祝うパレードとなった。ドミトリー・ヤゾフが観閲官を務め、ウラジミール・アルヒポフが指揮官を務めた。

## 概要
パレードが始まる午前10時前、レーニン廟後ろのエスカレーターからミハイル・ゴルバチョフらソ連共産党や軍の幹部が姿を見せ、ゴルバチョフソ連共産党書記長とアンドレイ・グロムイコ最高会議幹部会議長は廟の周りにいるゲストに手を振った。手を振った後ゴルバチョフとグロムイコは廟の中央付近に立ち、スパスカヤ塔の鐘が鳴ると同時パレードが開催された。

## 装飾
このパレードでは、赤の広場の装飾が従来のものから一新され、それまでパレードで掲揚されていたソビエト連邦構成共和国の国旗が赤旗に変更された。